# یواس‌اس انرژی (ای‌ام‌سی-۷۸)
یواس‌اس انرژی (ای‌ام‌سی-۷۸) (به انگلیسی: USS Energy (AMc-78)) یک کشتی بود که طول آن ۹۷ فوت ۶ اینچ (۲۹٫۷۲ متر) بود. این کشتی در سال ۱۹۴۱ ساخته شد.